# Anastomose

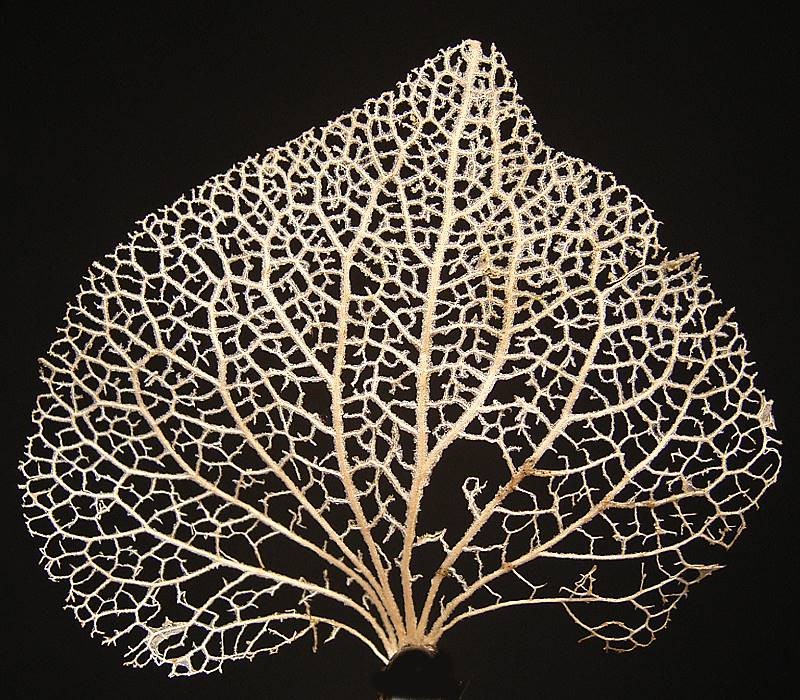
Anastomose na venação de uma folha de Hydrangea.

Anastomose (do gr. ἀναστόμωσις, abertura comunicante) é designação dada a uma rede de canais que se bifurcam e recombinam em vários pontos, tais como os vasos sanguíneos ou as nervuras (nervus) de uma folha. É um termo utilizado em medicina, odontologia, biologia, geologia e antropologia.

## Medicina/Odontologia/Biomedicina
Em Medicina e Odontologia, chama-se anastomose à comunicação, natural ou resultante de processo cirúrgico, entre tubos, vasos sanguíneos ou nervos da mesma natureza. Também é o nome que se dá a uma operação cirúrgica que promove a união de dois vasos sanguíneos, duas partes do tubo digestivo etc. Um exemplo de anastomose cirúrgica é a gastroenterostomia: uma ligação, ou conexão entre o estômago e um segmento intestinal.

## Biologia
Na teoria da Evolução, anastomose é a recombinação de linhagens evolucionárias. O processo convencional evolutivo, chamado de especiação, consiste na ramificação de uma espécie em novas linhagens por meio de mutações genéticas. A anastomose ocorre quando duas espécies recém-separadas voltam a se cruzar. Um estudo recente afirma que humanos e chimpanzés podem ter tido cruzamentos entre si pouco após a diferenciação das duas espécies.
O conceito de anastomose também se aplica à teoria da simbiogênese, pela qual novas espécies surgem da formação de novas relações simbióticas.
Também, em botânica, diz-se da reunião de nervuras foliares formando um retículo mais ou menos apertado

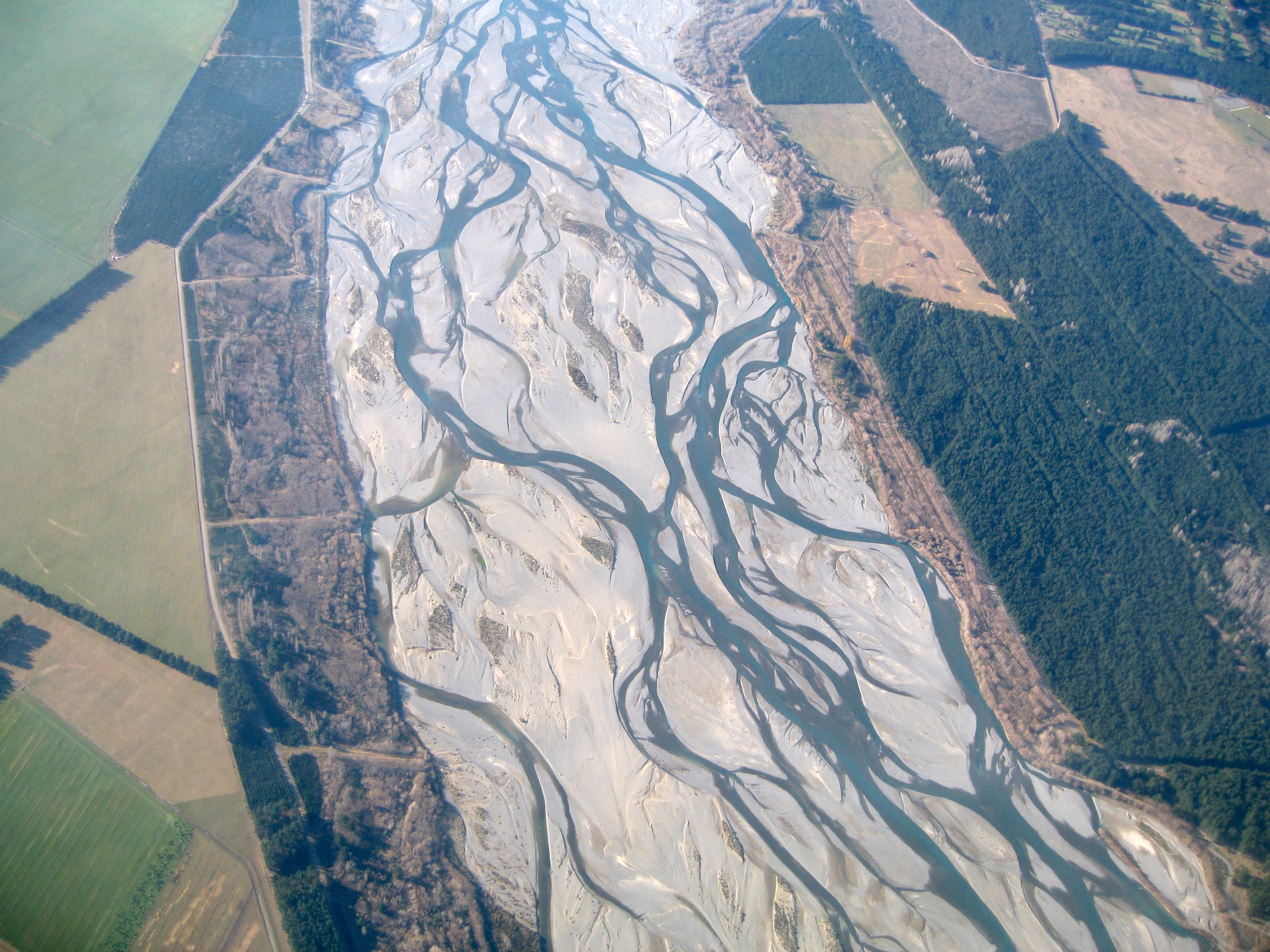
Anastomose no rio Waimakariri, Canterbury, Nova Zelândia.

## Geologia
Na geologia, anastomose refere-se a veios de quartzo (ou outros materiais) que possuem esta propriedade, frequentemente relacionada a cisalhamentos em regiões metamórficas. Refere-se ainda a geometria de canais que se bifurcam e entrecortam, muito comuns nos sistemas fluviais braided (entrelaçado) e no anastomosed (anastomozado), sistemas de carga dominantemente arenosa e conglomerática.

## Antropologia
Anastomose também é um termo que aparece na Antropologia do imaginário (G. Durand): ali o termo funciona como uma metáfora do conceito inicial. imagens ou símbolos que se ligam por pontos aparentemente distantes e findam por criar uma rede simbólica distinta de outras.
exemplo: anastomose entre a linguagem (palavra) e a sexualidade. → Pe Vieira associou a palavra do Senhor ao sêmen que fecunda. (Semen est verbum Dei)
(obs: semen em latim quer dizer semente e é com esse conceito que Antônio Vieira trabalha em sua obra)

## Geografia
A anastomose também pode ocorrer em rios que atravessam regiões muito planas e alagáveis. Quando em estudos de hidrologia, diz-se dos canais de drenagem que se caracterizam por apresentarem grande volume de carga de fundo que, conjugado com as flutuações das descargas, ocasionam sucessivas ramificações ou múltiplos canais que se subdividem e se reencontram, separados por ilhas assimétricas e barras arenosas. O leito principal acaba por se dividir em vários braços de rio que se interligam e subdividem, formando inúmeras ilhas. Tais rios são chamados anastomosados.